# Eric W. Weisstein
Eric Wolfgang Weisstein (Bloomington, 18 de março de 1969) é um enciclopedista estadunidense que criou e mantém MathWorld e Eric Weisstein's World of Science (ScienceWorld).
Atualmente trabalha para Wolfram Research, Inc.

## Educação
Weisstein graduou-se na Cornell University com bacharelado em física e em astronomia em 1990. Weisstein obteve seu mestrado em astronomia planetária pela Divisão de Geologica e Planetária do Instituto de Tecnologia da Califórnia (Caltech) em 1993, bem como seu doutorado em astronomia planetária em 1996, também pelo Caltech.

## Carreira

### Pesquisa acadêmica
Após terminar seu doutorado, Weisstein tornou-se cientista pesquisador na Caltech em janeiro de 1996 e continuou a trabalhar no campo da espectroscopia submilimétrica, que é uma importante técnica de análise em astronomia. Colaborou com Eugene Serabyn e publicou diversos artigos. Seis meses depois, Weisstein mudou-se para o Departamento de Astronomia da Universidade da Virgínia em Charlottesville, onde permaneceu por mais três anos, continuando seus trabalho em espectroscopia submilimétrica.

### MathWorld, ScienceWorld e Wolfram Research
Em 1995, Weisstein converteu um documento de Microsoft Word com mais de 200 páginas para o formato hipertexto e carregou na webpage do Caltech sob o título Eric's Treasure Trove of Sciences. Este documento continha um compêndio de informação que Weisstein obteve durante seus estudos. Como Weisstein transferiu-se para a Universidade da Virgínia para continuar seus trabalhos em astronomia, ele continuou a aperfeiçoar sua nova enciclopédia. Em novembro de 1998, Weisstein fez um acordo com a CRC Press para publicar sua enciclopédia em um livro formatado, o CRC Concise Encyclopedia of Mathematics. Um ano deopois, em 1999, Weisstein aceitou a posição de enciclopedista na Wolfram Research, Inc. (WRI).
A MathWorld estava pronta para ser lançada em dezembro de 1999. Há mais de 11.000 entradas no MathWorld. Estas entradas incluem uma variedade de disciplinas  incluindo álgebra, geometria, cálculo, matemática discreta, topologia, teoria dos números, estatística e história da matemática.
MathWorld esteve envolvida em uma disputa legal com a CRC Press em março de 2000. A CRC Press alegava que a MathWorld violava os direitos autorais do CRC Concise Encyclopedia of Mathematics. Durante a disputa uma corte ordenou o fechamento do MathWorld por mais de um ano, de 23 de outubro de 2000 até 6 de novembro de 2001. Wolfram Research, Stephen Wolfram, e Eric Weisstein estabeleceram com a CRC Press um acordo de indenização e diversos benefícios. Entre esses benefícios estão incluídas as notas de direito autoral da CRC Press no inferior de todas as páginas do MathWorld e direitos legais de reproduzir o MathWorld em formato de livro novamente.

### Enciclopédias de Weisstein
Completo
- MathWorld
- ScienceWorld

Em desenvolvimento
- Scientific Books
- Game of Life in Cellular Automata Theory
- Music
- Rocketry